# Sphenorhina lineata
Sphenorhina lineata är en insektsart som beskrevs av Walker 1851. Sphenorhina lineata ingår i släktet Sphenorhina och familjen spottstritar. Inga underarter finns listade i Catalogue of Life.